# Rudolf Sieczyński

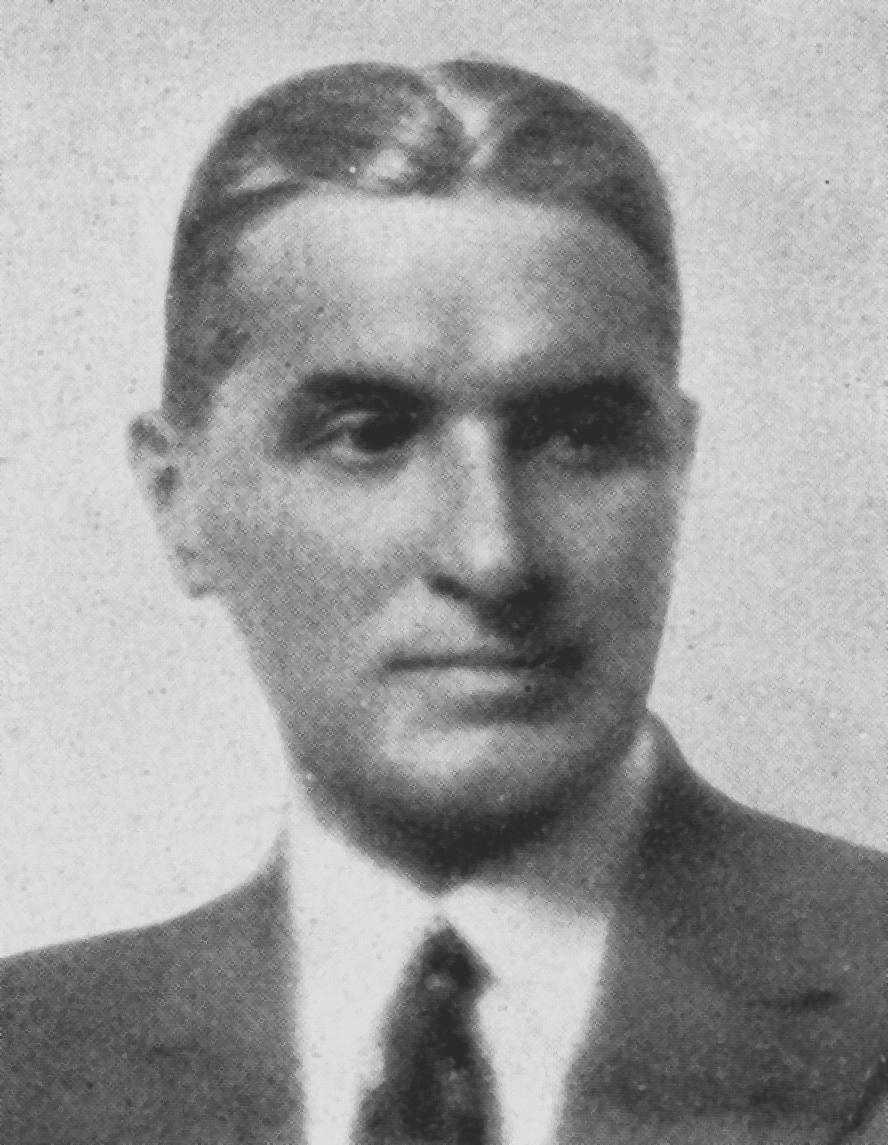
Rudolf Sieczyński, um 1937

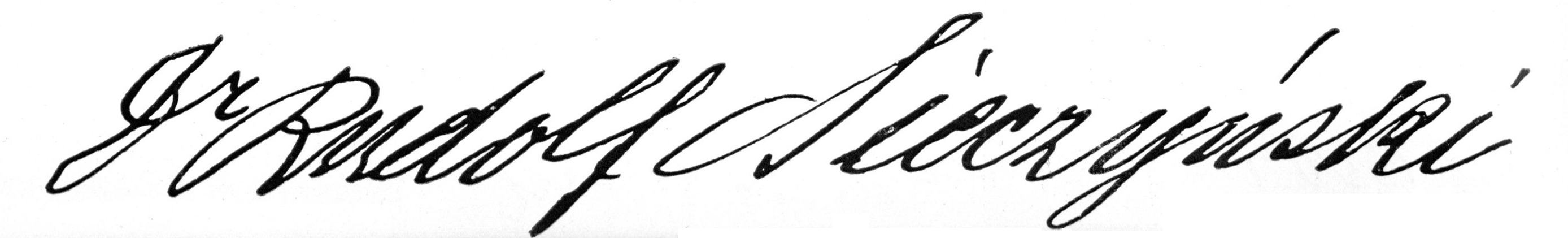
Autogramm

Rudolf Sieczyński (* 23. Februar 1879 in Wien; † 5. Mai 1952 ebenda) war ein österreichischer Wienerlied-Komponist, Librettist, Schriftsteller, Beamter und Präsident des Österreichischen Komponistenbunds.

## Leben
Rudolf Sieczyński entstammte einer Familie mit polnischen Vorfahren. Das Klavierspiel erlernte er bei seiner Mutter, nach dem Besuch der Gymnasien im Stift Kremsmünster und am Theresianum studierte er an der Universität Wien Rechtswissenschaften und wurde 1904 zum Dr. iur. promoviert. Nach seinem Eintritt in den Dienst der niederösterreichischen Landesregierung war er zunächst an der Bezirkshauptmannschaft Mödling tätig, nach dem Ersten Weltkrieg wirkte er als Leiter der Landesagrarbehörde, nunmehr mit dem Berufstitel Hofrat. 1919 erschien bei Manz seine juristische Abhandlung Die Wiederbesiedelung gelegter Bauerngüter und Häusleranwesen.
Nebenberuflich verfasste er kultur- und sittengeschichtliche Bücher und komponierte Wienerlieder, für die er meist auch selbst den Text verfasste. Sein musikalisches Œuvre umfasst nur einige Werke, von denen keines bekannter werden sollte, als sein 1912 komponiertes Opus 1 Wien, du Stadt meiner Träume. Schon während des Ersten Weltkriegs wurde Sieczyński damit berühmt, der Welterfolg stellte sich ein, als das Lied in der Folge in mehrere Sprachen übersetzt wurde. In Paris sang man Vienne, Ville de mes rêves, Richard Tauber nahm es als Vienna, City of my Dreams in London für die Schallplatte auf. Melodie und Text wurden vielfach verwendet, bearbeitet, adaptiert, parodiert; 1999 wurde das Lied in die Filmmusik zu „Eyes Wide Shut“ eingearbeitet.

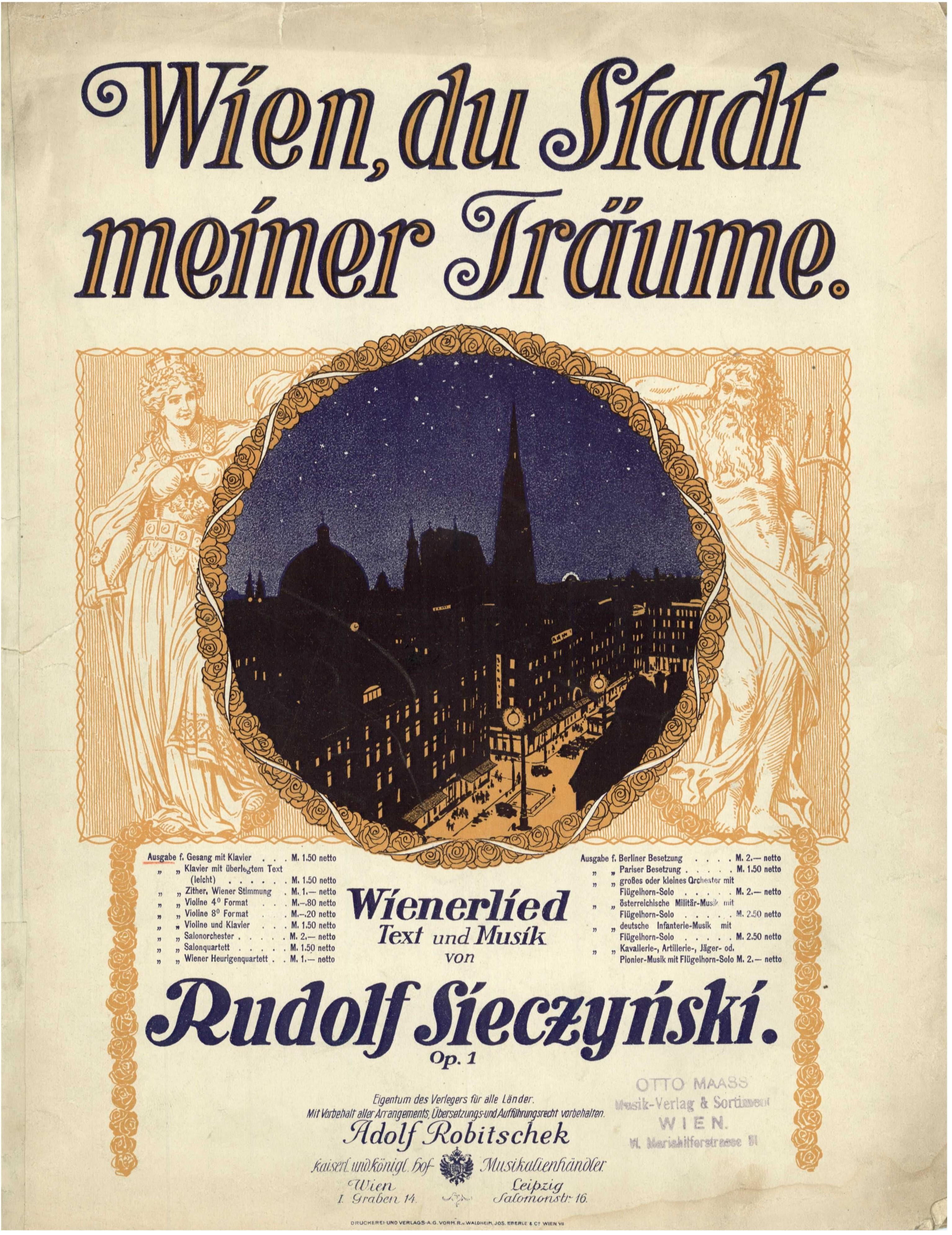
Wien, du Stadt meiner Träume, Titelblatt (Musikverlag Robitschek)

Der Refrain lautet:
Wien, Wien, nur du allein
Sollst stets die Stadt meiner Träume sein!
Dort, wo die alten Häuser stehn,
Dort, wo die lieblichen Mädchen gehn!
Wien, Wien, nur du allein
Sollst stets die Stadt meiner Träume sein!
Dort, wo ich glücklich und selig bin,
Ist Wien, ist Wien, mein Wien!
Daneben war Sieczynski Präsident des Österreichischen Komponistenbunds, den er in der schweren Notzeit 1925–1930 zu neuem Aufschwung führte und der zeitgenössischen Musik im Rundfunk zu hoher Präsenz verhalf. 1930–1938 und 1947–1949 leitete er den Komponistenbund zusammen mit Joseph Marx und war eine Zeit lang auch Vizepräsident der AKM.
Er wurde am 9. Mai 1952 auf dem Hietzinger Friedhof (Gruppe 65, Reihe 2, Nr. 10) beigesetzt.

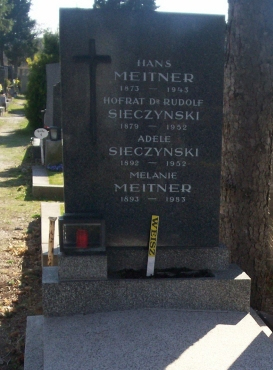
Rudolf Sieczynski Grabstätte

## Auszeichnungen
- 1935: Offizierskreuz des österreichischen Verdienstordens[1]
- 1948: Ehrenring der Stadt Wien[2]

## Werke

### Musikalisches
Soweit nicht anders angegeben, ist Rudolf Sieczyński Urheber von Musik und Text.
- Wien, du Stadt meiner Träume. Op. 1. Wienerlied. („Frau Lisl Breycha in Verehrung gewidmet.“) Robitschek, Wien 1914.
- Geh’n ma mit! Op. 2. Wiener Heurigenlied. („Meinem lieben Freunde Alois Grafen Kielmansegg gewidmet.“) Robitschek, Wien 1914.
- Du altes Österreich! Lied („Meiner lieben Mutter gewidmet“) Robitschek, Wien 1915.
- Das sind die Frauen und Mädchen von Wien. Op. 4. Lied. Robitschek, Wien 1916.
- Die kleine Marie. Op. 5. Ein recht sentimentales Lied. Robitschek, Wien 1916.
- Komm’ mein blondes, kleines Mädchen. Op. 6. Lied. Robitschek, Wien 1916.
- Ja, so ein Wiener Mädl! Op. 10. Lied. Robitschek, Wien 1918.
- Der Autodefekt. Op. 11. Lied. („Frau Lisl Breycha gewidmet.“) Robitschek, Wien 1919.
- Wiener Vorstadt-Lied. Op. 14. („Dem lieben Ehepaar Dr. Risch gewidmet.“) Robitschek, Wien 1919.
- Augensprache. Op. 15. Lied. („Frau Lilly Klaudy gewidmet.“) Robitschek, Wien 1920.
- Die kleine Freundin. Op. 16. Fox-Trot. („Meinem lieben Freunde Dr. Oskar Breycha gewidmet.“) Robitschek, Wien um 1921.
- Der Grobian. Wienerlied. Doblinger, Wien 1922.
- Wien, meine erste Liebe. Lied. Doblinger, Wien 1927.
- In Grinzing beim heurigen Wein. Wienerlied. Edition Scala, Wien 1928.
- Sag’ ich blau, sagt sie grün. Lied und Foxtrot. Text von Beda. Boheme-Verlag, Wien 1932.
- Das ist ein Grund zum Trinken. Lied und Slowfox. Text von Karl Farkas und Ludwig Hirschfeld. Musik von Rudolf Sieczyński und Frank Fox. Doblinger, Wien 1930.
- Wo du auch bist, Baby, möcht’ ich dabei sein! Foxtrot. Worte von Beda und Alfred Grünwald. Wiener Operetten-Verlag, Wien 1931.
- Du darfst nicht glauben, daß Du der Einz’ge bist! Lied und Tango. Text von Beda. Boheme-Verlag, Wien 1932.
- Morgen ist wieder Sonnenschein. Tanzlied. Doblinger, Wien 1933.
- Wenn in Wien der Flieder blüht. Wiener Tanzlied. Dacapo Verlag, Wien 1934.
- Weit draußt in der Vorstadt von Wien! Wienerlied. Worte und Musik von Rudolf Sieczyński und Ferry Wunsch. Doblinger, Wien 1935.
- Märchen der Liebe träumt man in Wienerwald. Wienerlied. Worte von Franz Almeder. Robitschek, Wien 1935.
- Du altes Wien. Ein melodramatischer Gedichtezyklus von Alfred von Wurmb. („Dem lieben Freunde Dr. Joseph Marx in alter Verehrung seiner Musik und seines Humors.“) Doblinger, Wien 1938.
- Ball im Apollosaal. Gedicht von Franz Karl Ginzkey. („Dem lieben Freunde Dr. Joseph Marx in alter Verehrung seiner Musik und seines Humors.“) Doblinger, Wien 1938.
- Liebe und Leid. Walzerlied. Worte von Emil Maass. Astoria, Wien 1939.
- An Fehler hab’n die Weanaleut. Wienerlied. Robitschek, Wien 1940.
- Auf der Jägerzeil’n anno damals. Wienerlied. Worte von Josef Hochmuth und Hans Werner. Friedrich Hofmeister-Figaro Verlag, Wien 1940.
- Draußt in Lerchenfeld war mein Maderl z’Haus. Wienerlied. Musikverlag am Schubertring, Wien 1942.
- Ich hab’ am Kahl’nberg draußt ein kleines Haus. Wienerlied. Robitschek, Wien 1942.
- Die Liab’ und mein Zigarrl. Wienerlied. Worte von Alfred Steinberg-Frank. Wiener Operettenverlag, Wien 1948.

#### Bearbeitungen
- Alt-Wien im Liede. Eine Sammlung alter Wiener Lieder für Gitarre oder Laute bearbeitet von Rudolf Sieczyński. M. Krämer’s Nachfolger, Wien 1921.

### Literarisches
- Sittengeschichte mit Humor. Galante und ungalante Histörchen in Prosa und Versen erzählt. Wiener Verlag, Wien 1946.
- Altwiener Volkskomiker. Wiener Verlag, Wien 1947.
- Wienerlied, Wiener Wein, Wiener Sprache. Wiener Verlag, 1947.
- Seltsame Leute im einstigen Wien. Eine Sammlung von Miniaturen. Wiener Volksbuchverlag, Wien 1950.

#### Libretti
- Cherchez la femme. Libretto für eine komische Oper in fünf Bildern. Zusammen mit J. M. Welleminsky, 1948; (nicht vertont).
- Vertrag mit Frankreich. Szenarium für eine musikalische Komödie aus der Barockzeit in fünf Bildern. Zusammen mit J. M. Welleminsky, nach 1945 (?); (nicht vertont).